# Amblystegium stricto-serpens
Amblystegium stricto-serpens là một loài rêu trong họ Amblystegiaceae. Loài này được Dixon mô tả khoa học đầu tiên năm 1960.